# Nickelodeon (Kino)

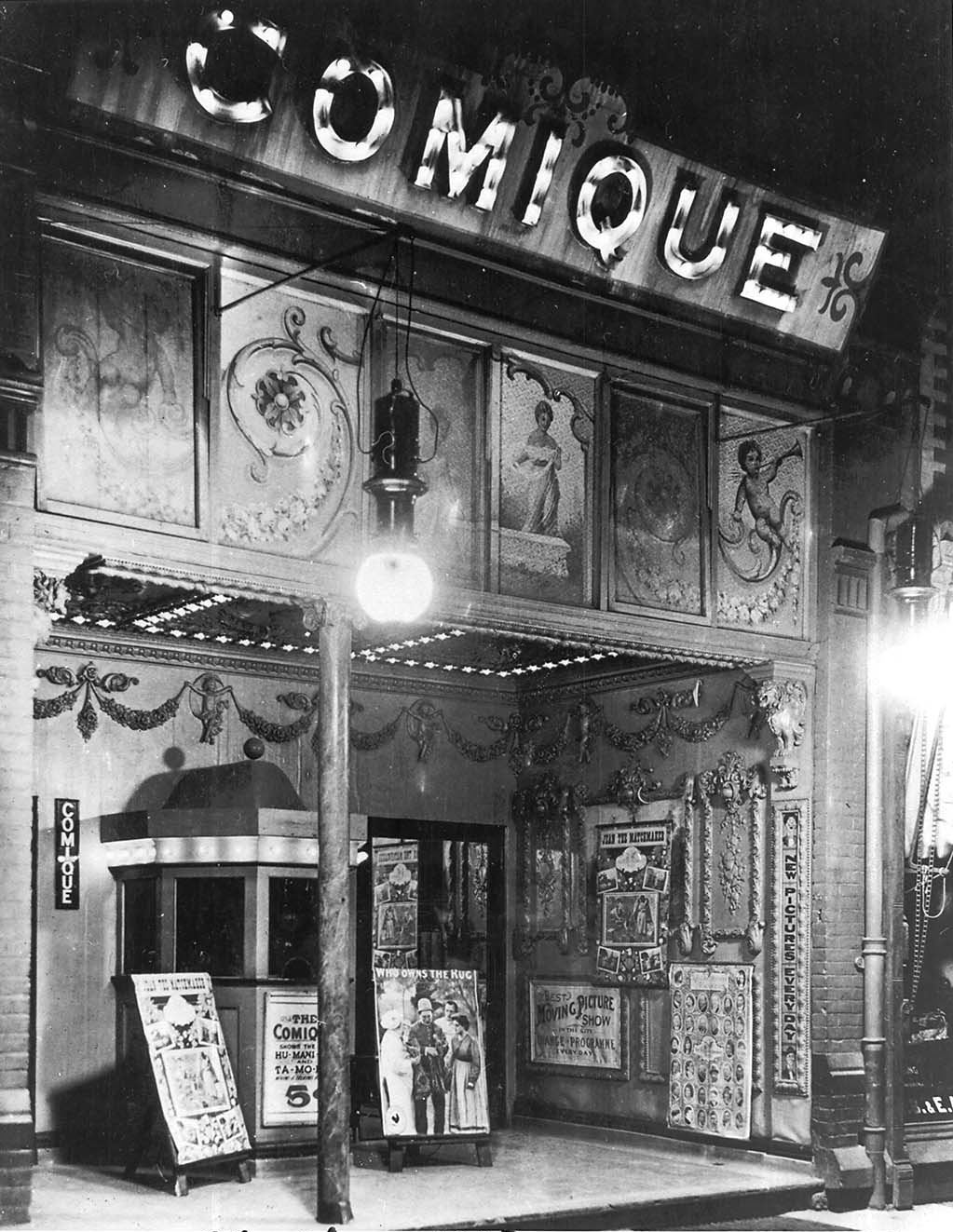
Nickelodeon

Ein Nickelodeon (AE: nickel = Fünf-Cent-Münze, griech. odeion = überdachtes Theater) war in den Vereinigten Staaten um 1905 ein bestuhlter Vorführraum, in dem gegen Eintritt von meist einem Nickel die ersten Kinofilme gezeigt wurden.
Das erste „nickel odeon“ war die Penny Arcade in Los Angeles, die 1896 von Thomas Tally eröffnet wurde. Spätere Nickelodeons fanden sich häufig in Einkaufsgegenden, oftmals in ehemaligen Ladenlokalen. Daher leitet sich auch ihre deutsche Alternativbezeichnung „Ladenkino“ ab.
Das Filmprogramm der Nickelodeons wechselte meistens zweimal in der Woche. Es wurden mehrere (damals sehr kurze) Filme verschiedener Genres nacheinander gezeigt: Tragödien, Komödien, Abenteuerfilme und frühe Dokumentarfilme. Eine Vorführung dauerte etwa eine Stunde. Die Filme waren Stummfilme, die von einem Musiker auf dem Klavier oder Akkordeon begleitet wurden.
Nach jedem Film musste die Filmrolle gewechselt werden. Während der entstehenden Pause gab es in manchen Nickelodeons musikalische Einlagen, bei denen das Publikum mithilfe von eingeblendeten Texten, sogenannten song slides, zum Mitsingen aufgefordert wurde (vgl. Vaudeville). Die musikalische Anleitung übernahm meistens ein Mitglied der Familie des Besitzers. Jack L. Warner, der spätere Vorsitzende von Warner Brothers, hatte diese Aufgabe im Nickelodeon seiner Familie in Pittsburg, Kalifornien.
Die Nickelodeons existierten nur ungefähr ein Jahrzehnt. Als die Spielfilme länger wurden, stiegen auch die Verleihgebühren und die Eintrittspreise. Die Kinos mussten aufwendiger und attraktiver werden, weswegen viele Nickelodeons den Betrieb aufgaben oder zu richtigen Kinosälen umgebaut wurden.
Der Fernsehsender Nickelodeon bezog von dieser frühen Form des Kinos seinen Namen.